# 松井和浩
松井 和浩（まつい かずひろ、1929年7月30日 -  ）は、日本の運輸官僚。

## 来歴・人物
東京都出身。1953年に東京大学法学部法律学科を卒業。海上保安庁、運輸省での勤務を経て、1981年1月に運輸省航空局長に就任し、1983年6月に大臣官房長を経て、1984年7月から1986年6月までに事務次官を務めた。1986年10月に新東京国際空港公団副総裁を経て、1988年12月から1993年1月までに総裁を務めた。1993年7月に東京海上火災保険顧問に就任し、1995年3月に日本海事財団会長を経て、2003年7月には相談役に就任した。
2002年11月に勲二等旭日重光章を受章。